# Stanley Clinton Davis
Stanley Clinton-Davis, Baron Clinton-Davis, PC (* 6. Dezember 1928 in Hackney, London; † 11. Juni 2023) war ein britischer Politiker (Labour Party). Er war von 1985 bis 1989 EU-Kommissar in der Kommission Delors I. Als Life Peer war er Mitglied im House of Lords.

## Leben und Karriere

### Ausbildung und Berufslaufbahn
Clinton-Davis wurde als Sohn von Sidney Davis geboren und besuchte die Hackney Downs School, die Mercers' School und das King’s College London, wo er 1950 im Fach Rechtswissenschaften (Law) graduierte. Von 1949 bis 1950 war er Mitglied des Executive Council der National Association of Labour Student Organisations. Clinton-Davis war einer von mehreren Präsidenten der Society of Labour Lawyers. 1953 wurde er als Anwalt (Solicitor) zugelassen.
Bei der Unterhauswahl 1955 trat er erfolglos für den Wahlkreis Portsmouth (Langstone) an und bei den Unterhauswahlen 1959 und Unterhauswahl 1964 für den Wahlkreis Yarmouth, ebenfalls erfolglos. Von 1959 bis 1971 war er Ratsmitglied (Councillor) des London Borough of Hackney und von 1968 bis 1969 Bürgermeister (Mayor). Er war Vorsitzender (Chair) der Social Services.

### Mitgliedschaft im House of Commons
Clinton-Davis wurde bei der Unterhauswahl 1970 für den Wahlkreis Hackney Central in der House of Commons gewählt. Er hatte diesen Sitz bis 1983 inne, als der Wahlkreis abgeschafft wurde. In der Labour-Regierung von 1974 bis 1979 von Premierminister Harold Wilson und später James Callaghan war er Staatsminister (Junior Minister) für Handel. Von 1979 bis 1981 war er Oppositionssprecher für Handel, Preise und Verbraucherschutz (Prices and Consumer Protection) und von 1981 bis 1983 für Auswärtige Angelegenheiten.

### EU-Kommission und Europa
Von 1985 bis 1989 war Clinton-Davis EU-Kommissar in der Kommission Delors I. Dabei war er für die Bereiche Umwelt, Verbraucherschutz, Verkehr sowie für das Transportwesen zuständig.
Von 1999/2000 bis 2001/2002 war er Mitglied der Parlamentarischen Versammlung des Europarates und der WEU.

### Mitgliedschaft im House of Lords
Clinton-Davis wurde am 8. Mai 1990 zum Life Peer als Baron Clinton-Davis, of Hackney in the London Borough of Hackney ernannt. Seine Antrittsrede im House of Lords hielt er am 14. Juni 1990. Als Themen von politischem Interesse gab er auf der Internetpräsenz des House of Lords Verkehrspolitik, Umwelt, Außenpolitik, Recht, bürgerliche Freiheiten und den internationalen Handel. Als Staaten von Interesse nannte er die Staaten des Commonwealth und Europas, sowie Israel, Südafrika und die USA.
Von 1990 bis 1997 war er Oppositionssprecher für Verkehr. Von 1990 bis 1996 war er stellvertretender Sprecher für Handel und Industrie (Supporting Spokesperson for: Trade and Industry) und von 1990 bis 1997 für Auswärtige Angelegenheiten (Foreign Affairs). Clinton Davis war von 1997 bis 1998 Staatsminister (Minister of State) beim Department of Trade and Industry. Seit 2009 ist er Mitglied des Joint Committee on Statutory Instruments.
Er war Vizepräsident des Parliamentary Committee Against Antisemitism.
Clinton-Davis war im Zeitraum ab 2001 regelmäßig an Sitzungstagen anwesend.

### Weitere Ämter und Ehrungen
Clinton-Davis war von 1989 bis 1997 und erneut ab 1998 Berater (Consultant) zu den Schwerpunktbereichen Europa und die Umwelt bei den Anwaltskanzlei SJ Berwin & Co. Solicitors. Von 1990 bis 1997 war er Berater (Consultant) der European Cockpit Association und seit 1990 bei der Society of Labour Lawyers, wo er seit 1987 Vizepräsident (Vice-President) ist. Außerdem ist er Vizepräsident des Chartered Institute of Environmental Health.
Er war Ehrenmitglied (Honorary Member) des Executive Council of Justice. Seit 1989 ist er Mitglied des UN Selection Committee für den UNEP-Sasakawa Environment Award, seit 1999 ist er Vorsitzender (Chairman). Er war von 1993 bis 1997 Mitglied des Aufsichtsrates (Executive) des Institute of Jewish Affairs.
Clinton-Davis war von 1989 bis 1997 und von 1998 bis 2001 Vorsitzender (Chairman) des Advisory Committee on Protection of the Sea und seit 2001 dessen Präsident. Bis 1996 war er Vorsitzender (Chairman) des Packaging Standards Council. Bis 1997 war er Mitglied des Advisory Panel CIS Environ Trust. Er war Präsident der British Multiple Sclerosis Society (Hackney Branch), Präsident der UK Pilots Association (Marine), Präsident der Association of Municipal Authorities, Präsident des Institute of Travel Management, Präsident der Aviation Environment Federation. Er war ab 1998 Präsident der British Airline Pilots‘ Association (BALPA).
Bis 1997 war er Mitglied des Treuhandrates (Trustee) des International Shakespeare Globe Centre. 2000 war er dort Mitglied des Verwaltungsrats (Panel). Von 1989 bis 1996 war Clinton-Davis Präsident und von 1996 bis 1997 Vorsitzender (Chair) des Refugee Council.
Ab 1998 gehörte Clinton-Davis dem Privy Council an.

## Wirken in der Öffentlichkeit
Im Januar 1998 geriet Clinton-Davis in die Kritik wegen angeblicher Irreführung beim multilateralen Abkommen zum Investment.
Im März 1998 kündigte er eine Restrukturierung des British Overseas Trade Board mit der Gründung neuer Arbeitsgruppen an.
In europakritischen Kreisen geriet Clinton-Davis wegen seines Einflusses und seiner Bezahlung gemeinsam mit anderen Peers, die ebenfalls hohe Positionen in der EU bekleideten, im Juni 2011 in die Kritik.
Er kritisierte 2011 die ausbleibende Beflaggung von öffentlichen Gebäuden mit der Europaflagge am Europatag.

## Ehrungen und Auszeichnungen
1990 wurde er mit dem Grand Cross Order of Leopold II für seine Dienste für die Europäische Kommission geehrt. Die Polytechnische Universität Bukarest zeichnete ihn mit einer Ehrendoktorwürde aus. Clinton-Davis war Fellow des Queen Mary & Westfield College London, beim King’s College London und der Chartered Institution of Water and Environmental Management.

## Familie und Privates
Clinton-Davis war ab 1954 mit Frances Jane Lucas, der Tochter von Marcus Gershon Lucas verheiratet. Aus der Ehe gingen vier Kinder hervor, drei Töchter und ein Sohn. 1990 änderte er seinen Namen in Stanley Clinton Clinton-Davis. Clinton-Davis starb im Juni 2023 im Alter von 94 Jahren.

## Veröffentlichungen
- Report of a British Parliamentary Delegation to Chile, Verlag unbekannt, 1982, ISBN unbekannt (Co-Autor)